# Glaphyra felicina
Glaphyra felicina là một loài bọ cánh cứng trong họ Cerambycidae.